# クリスマス・エクスプレス
クリスマス・エクスプレス（X'mas Express・Xmas Express）とは、東海旅客鉄道（JR東海）が1989年 - 1992年に展開していた、東海道新幹線のCMシリーズである。
なお本項では、下記についても取り扱うこととする。
- ホームタウン・エクスプレス X'mas編 - 当シリーズの前身。1988年に制作された。
- クリスマス・エクスプレス2000 - 20世紀末の2000年に制作された、8年ぶりの新作。

## 概要
国鉄分割民営化で誕生したJR東海の企業CM第1弾として製作された『シンデレラ・エクスプレス』に続き、JR東海は東海道新幹線を主題としたとしたイメージCM（いわゆる「エクスプレス」シリーズ）を展開した。第2作の『アリスのエクスプレス』を挟んで、第3作の『プレイバック・エクスプレス』からは早川和良 (TYO) が演出として参加、以降のシリーズは電通とTYOの制作により制作された。『シンデレラ・エクスプレス』の企画に携わり、以降の「エクスプレス」シリーズにも広報担当として関わったJR東海の坂田一広（後に営業本部副本部長などを経て名古屋ステーション開発社長などを務めた）は、『プレイバック・エクスプレス』以降は「会うのが、いちばん。」をキーワードに据え、新幹線は単なる移動手段ではなくコミュニケーションツールなのだということを社内で再認識したと述べている。
1988年（昭和63年）、CMの製作に携わっていた電通の三浦武彦は、当時の“時代の気分”が「国全体を包み込む大きな不安」を持っていると感じ、「こんな夜は、一番大切な人のそばにいて安心したい」とのメッセージに基づき、12月に放映するCMとして「ホームタウン・エクスプレス」のクリスマス編を制作、遠距離恋愛のカップルが新幹線でクリスマスに再会を果たすストーリーを描いた。
このCMが放映されると、日本において「恋人同士でクリスマスを過ごす」という新たな文化が生まれるなどの社会現象を巻き起こし、以後1989年（平成元年）から1992年（平成4年）まで単独のCMシリーズ『クリスマス・エクスプレス』として制作が続けられた。
音楽には山下達郎の「クリスマス・イブ」を採用（この選曲には、早川が強いこだわりを持っていたという）。同曲は1983年から季節限定シングルとして細々と販売されていたものだったが、本CMをきっかけに知名度が急上昇。1989年にはオリコンチャートで30週目のランクインで初の1位を獲得し発売から1位獲得までの当時の最長記録（6年6か月）を更新、1991年1月にミリオンを突破、オリコン週間シングルランキングに35年連続記録でトップ100ランクイン（1987年-2020年）など、ロングヒットとなった。
1992年を最後にJR東海はイメージCMの展開を休止していたが、2000年（平成12年）に「Xmas Express2000」として、この年に限り復活させた。
その後は制作されていない（携帯電話や動画などを手軽に送れる技術の普及により、遠距離恋愛の「逢えた時の達成感」を出しにくくなったのが一因と言われている）が、現在もクリスマス期には本作へのオマージュと見られるシーンがさまざまなかたちで見られる、あるいは他社から「クリスマス・イブ」を使用したクリスマス限定CMが制作されるなど、後年にも影響を与えている。

## シリーズ

### ホームタウン・エクスプレス X'mas編
1988年に放映された事実上の第1作。
新幹線から降りてくる恋人をホームで待つ女の子。しかし、新幹線から降りてくる人混みが切れても彼の姿は見えない。強がりながらも涙ぐむ彼女の前に、ホームの柱の陰から恋人がムーンウォークをしながらブレイクダンスをして現れ、じゃれ合う2人を描くというストーリー。
主人公の女性については、三浦は元々「20代の普通のお嬢さん」のイメージで設定していたが、早川は「（主人公と同世代が見たときに）“私のスタイルとは違う”と見方がシビアになる（=視聴者が感情移入できなくなる）こと」を懸念して、あえて「ホームにたたずむ、目いっぱいのおしゃれしている、どこか気の強そうで、ちょっぴり遊び人風の、いわゆる清純そのものではない17歳の女の子」に設定しなおし、視聴者が「かつて私もああいうことがあったかもしれない」と幻想を抱いてくれることを期待したという。
撮影は11月の深夜に行われ、大部分を名古屋駅14番ホームで、列車の発着シーンのみ16番ホームで、乗客が新幹線から降りてくる場面を岐阜羽島駅で行った。東京駅で撮影を行わなかったのは、企画担当の和田光弘曰く「東京より名古屋の方が人が引けるのが早いから」だという。
主人公の女性には、当時15歳の深津絵里（高原里絵）を起用。撮影当日、深津は高熱を出しながらも撮影に臨んだため、化粧を厚めにしている。ムーンウォークを踊る男性はジャニーズJr.出身である当時23歳の武口明、それ以外の相手役を当時19歳の鶴田史郎が担当した。
キャッチフレーズは「帰ってくるあなたが最高のプレゼント」。

### クリスマス・エクスプレス
X'mas EXPRESS'89
1989年に「クリスマス・エクスプレス」として制作された第1作。
彼女がクリスマスイブに故郷に帰ってくる彼の到着時間に遅れまいと、駅の改札口まで走り、改札口の彼を見つけると柱の陰で待ち伏せるというストーリー。当初は「ホームに着いたらちょうど間に合った」というストーリーだったが、別のCMで同じようなシーンが放送されていたことから、直前でラストの描き方を変更したという。「柱の陰で待ち伏せる」というのは早川自身の実体験が元になっているという。
彼女役には、当時17歳の牧瀬里穂を起用。彼氏役には長澤ユキオを起用。撮影場所は、名古屋駅構内（桜通口及び中央コンコース）。最後に息をはずませるシーンは、駅構内を何回も走り息をはずませてから撮影した。
キャッチフレーズは「ジングルベルを鳴らすのは帰ってくるあなたです」。
60秒バージョンがACC CMフェスティバルのグランプリを獲得している。
X'mas EXPRESS'90
1990年放映の第2作。
彼女が、クリスマスイブの日、彼に公衆電話から固定電話へ掛けるも連絡がとれず、街中を一人歩いて自宅へ帰ると、玄関のドアに絆創膏で貼られた彼からの伝言があり、待ち合わせ場所に行くというストーリー。携帯電話がまだ一般に普及していなかった当時の恋愛模様を象徴している。周囲から制作サイドへの期待とプレッシャーもあって、前2作が「日常」に近いストーリーであったのに対し、ストーリーの軸を「もう会えないかもしれない」というシチュエーションに置くことになり、物語の背景から登場人物の設定まで細かく作り込んだものとなったことで、より「恋愛ドラマ的」なものに仕上がったという。
彼女役には、前作よりも少し大人の女性として高橋里奈を起用。撮影場所は東京都港区。公道を借りた深夜のロケで、ホースで路面全体を濡らして撮影した。
キャッチフレーズは「どうしてもあなたに会いたい、夜があります」。
Xmas EXPRESS'91
1991年放映の第3作。本作では、これまでX'masであった表記をXmasに改めている。
彼女が、クリスマスイブの日、彼を新幹線の改札口で待つストーリー。彼女役には溝渕美保を起用。撮影場所は最後に映る新幹線のみ名古屋駅で、あとはスタジオのセットで撮影した。柔らかい絵を作るために、光量を落とし、ドライアイスをたいて撮影した。大きなクリスマスツリーは、山形県で伐採したもみの木を使用。
キャッチフレーズは「あなたが会いたい人も、きっとあなたに会いたい」。
Xmas EXPRESS'92
1992年に制作された第4作。このCMを最後に本シリーズはいったん休止となる。
彼女が、クリスマスイブの日、新幹線に乗って彼に会いに行くストーリー。彼女役には吉本多香美を起用。撮影場所は名古屋駅。山下達郎もカメオ出演している。なお、吉本のセリフは富田靖子が吹き替えしている。
シリーズで唯一新幹線に乗車するシーンがある為、新幹線の走行シーンが2回ほど登場する。
キャッチフレーズは「会えなかった時間を今夜取り戻したいのです」。

### クリスマス・エクスプレス2000
2000年制作。1992年を最後に一旦終了した本シリーズであったが、20世紀最後に8年ぶりに制作された。
クリスマスエクスプレスのロゴは「2000」の0がXの「2XXX」となり、キャッチフレーズに対応している。彼女役には星野真里を起用。
彼女がクリスマスイブの日、携帯電話で彼から連絡があるが、仕事で会えないとの返事。それなら今すぐ行くからと、自分から彼に逢いに東海道新幹線に乗って行くストーリー。撮影場所は名古屋駅とスタジオセット。
ホームタウン・エクスプレス X'mas編の深津絵里と、X'mas EXPRESS'89編の牧瀬里穂が、主人公を見守る妖精役（？）として出演し、それぞれの過去のバージョンが一瞬だが挿入され、ナレーションも2人が担当している。
キャッチフレーズは「何世紀になっても会おうね」。
本作では予告編も作成された（15秒バージョン×2話）。なお、予告編はCM本編とはつながりはない（星野真里も登場しない）。働く男女が、それぞれ別の状況でパートナーに思いを馳せる雰囲気を描いているが、登場する男女の関係性は示唆されていない。

## スタッフ
1988年版と1989年版共通のスタッフについてのみ記す。
- クリエイティブ・ディレクター：細田佳嗣、三浦武彦
- プランナー：三浦武彦、和田光弘、小島健昭
- アートディレクター：中村政久、水口克夫
- コピーライター：生出マサミ
- プロデューサー：柿本秀二
- 演出：早川和良
- カメラ：岩本文雄
- スタイリスト：申谷弘美
- 編集：遠藤誠司
- ミキサー：山崎秀和
- ナレーション：円道一成
- 音楽：山下達郎『クリスマス・イブ』

## エピソード
- 1992年までのCMで登場した新幹線車両は当時の最新型であった100系。「Xmas EXPRESS 2000」では、当時の最新型である700系が登場している。なお、この間に登場した300系は本シリーズには登場していない[注 6]。
- 各バージョンでは最後に「Xmas Express」とテロップ及びコールが入るが、「Xmas Express」自体は何らかの商品名やキャンペーン名ではない。なお、HOME-TOWN EXPRESS X'mas編でのコールは「JR東海の、新幹線」（キャッチコピーは「会うのが、いちばん」）。
- 本シリーズにはスポット用の15秒・30秒バージョンの他、60秒のロングバージョンが制作されている。これは当時、JR東海提供のテレビ番組において、クリスマス直前の限定で放映されていた。
- X'mas EXPRESS'89のヒロインが持っていたプレゼントは、ネクタイの設定だとしている[6]。
- 2013年、本作に使用された山下達郎の『クリスマス・イブ』発売30周年を記念して、初めて同曲のミュージックビデオが制作された。その中には、X'mas EXPRESS'89 のオマージュとして、ヒロイン（広瀬すず）が恋人を探し求めて街をさまよう中、通行人（牧瀬里穂）とすれ違いざまにぶつかるシーン[注 7]が挿入されている[16]。
- 最終的にはハッピーエンドとなるストーリーが印象的なCM群であるが、BGMである山下達郎の「クリスマス・イブ」の歌詞は失恋がモチーフになっている[17]。
- 「クリスマス・エクスプレス2000」で共演したホームタウン・エクスプレス X'mas編の深津絵里とX'mas EXPRESS'89編の牧瀬里穂は、1992年のテレビドラマ『二十歳の約束』でも共演している。

## パロディ
本CMシリーズを基にしたパロディが複数のテレビ番組で放送されている。

### バラエティ
いずれも『X'mas EXPRESS'89』のパロディコント。
とんねるずのみなさんのおかげです（フジテレビ）
1990年11月22日放送分にて放送。本編コント『ゴースト タカの幻』（牧瀬が出演）の前に挿入された。本家と同じく牧瀬が出演し、駅構内を走るシーンやナレーションなど本家そっくりに作られ（撮影場所は東京駅八重洲口）、列車から降りてくる彼氏（石橋貴明）がきっぷを出さずに改札を出ようとした際に（ちなみに出口からではなく入口から出ようとしている）、キセル乗車疑惑で駅員に捕まえられて大暴れするという内容であった。最後に「キセル乗車はやめましょう!!」のテロップが、JR東海のロゴマークとともに表示された。ちなみにJR東海は当時全国ネットだった同番組のスポンサーの中の一社であり、番組放送時にも本家クリスマス・エクスプレスのCMが流れた。また、日本テレビの『コラーッ!とんねるず』でも「ホームタウン・エクスプレス」の1作品だった時代のCMのパロディをやっていたことがある（こちらは小田急電鉄の駅でロケが行われた）。
邦ちゃんのやまだかつてないテレビ（フジテレビ）
彼氏だと思ったら山田邦子扮する山下達郎だったというオチであり、最後に「驚きは確実 やまだかつてないテレビ」と表示された（山田のナレーションつき）。

### アニメ
新幹線変形ロボ シンカリオン（TBSテレビ）
2018年12月15日放送分の第49話で、主人公の速杉ハヤトが「クリスマスといったらなんといっても山下（達郎）さんだよね」と切り出すと、『ホームタウン・エクスプレス X'mas編』をほぼコピーしたものが挿入され「20世紀における新幹線CMの傑作中の傑作!」と語るシーンが挿入された。翌12月22日放送分の第50話でも、『X'mas EXPRESS'89』に酷似したシーンが挿入された。
シリーズ構成担当の下山健人が鉄道CMのファンであることから、JR東海とJR東海エージェンシーに内容の許諾を得た上で放送したという「本家公認」のパロディである。また、CM内のナレーションは緑川光演じる出水シンペイが担当している。

### 注記
1. ↑  当時はバブルの絶頂期に向かって景気が上り調子に合った一方で、昭和天皇の容態が悪化し、民放各局が一部のCMを自粛するなどの動きが見られていた[4]。
2. ↑  「ホームタウン・エクスプレス」自体は、都会で働いている人たちに向けて、仕事のストレスを故郷でリフレッシュしようと呼びかけるCMであった[1]。
3. ↑  JR東海は、「クリスマスエクスプレス」キャンペーンの開始を1988年としている[8]。
4. ↑  当時桜通口にあったステンドグラスや時計（現在のいわゆる"金の時計"前）を背に走るシーンがあるが、新幹線の乗り場は反対の太閤通口であるため、逆走している。なおその後のコンコースを走るシーンは正しい方向に走っている。
5. ↑  Xの後にアポストロフィは本来不要であるが、当時の日本ではこの誤った表記がしばしば用いられた。
6. ↑  連作の最終年だった1992年当時はすでに運用されていたが、撮影当時はまだ試作段階であり、2000年時点では700系登場後だったため。なお、300系は1992年の「シンデレラ・エクスプレス」には登場している。
7. ↑  「X'mas EXPRESS'89」では、駅構内を走るヒロイン役の牧瀬がサラリーマンとぶつかりプレゼントを落とすシーンがある[16]。
8. ↑  放送当時、首都圏では自動改札機が本格的に導入されていなかったため、撮影で使用された改札口も有人で入場用と出場用に通路が分けられており、フラップドアなどによる乗客の抑止もされていなかった。
9. ↑  ハヤトは2007年生まれの設定のため、本CM放送当時はまだ生まれていない。